# Cosmosoma joavana
Cosmosoma joavana är en fjärilsart som beskrevs av William Schaus 1924. Cosmosoma joavana ingår i släktet Cosmosoma och familjen björnspinnare. Inga underarter finns listade i Catalogue of Life.